# バッド・ボーイ (ファッションブランド)
バッド・ボーイ（BADBOY、Bad Boy）は、アメリカ・カリフォルニア州で誕生したストリート系のアメリカンカジュアルファッションブランドである。
もともとはサーフブランドのTシャツのデザインの1つとして発足したものであるが、その後はサーフィン（ウェイクボード、ボディボード、水上オートバイ含む）系全般、モータースポーツ（オフロード、マウンテンバイク、BMX、モトクロス、NASCAR）、X Games（Extreme Sports）、スケートボード、スノーボード、ゴルフ、テニス、フットサル、ドッジボールなどのスポーツ界やMMA・K-1・PRIDEなどの格闘技界、HIPHOPなどの音楽界などに協賛しファンを広げ、オーストラリア・ブラジル・ヨーロッパ・南アフリカ・そして日本と世界的に展開してきた。
2000年に入り、格闘技に特化した展開を強め、歴代UFC王者リョート・マチダ、歴代PRIDE GP王者マウリシオ・ショーグン、そしてK-1の人気ファイター、ジェロム・レ・バンナ選手、ボブ・サップ選手などをサポート。
日本人選手では、UFCのトップファイター岡見勇信選手や現在も現役で実力と人気NO.1の堀口恭司選手らのアメリカ参戦もサポート。
1990年代ストリートファッションのトレンドを受けて、2019年秋、パリコレ日本人デザイナー、ミハラヤスヒロが展開するストリートブランドMYneにて、コラボレーションラインを発売。
2020年春、新たに、メンズウエア、アンダーウエア、帽子、財布などのファッション雑貨、キッズウエアなど展開予定。

## 歴史
- 1982年 - アメリカ・カリフォルニア州にて誕生
- 1980年代後半 - スケーターブランドとして人気に
- 1990年代前半 - 有名プロサーファー達がBadBoy teamに参加し、世界的なサーフブランド、ストリートブランドとして認知される
- 1996年 - 日本でアパレル、ファッション雑貨の開発・販売を開始。人気ダンスボーカルグループやK-1ファイターを起用したキャンペーンで定番の人気ブランドという地位を確立
- 2005年 - 雑誌『小学五年生』にてバッドボーイ情熱スタイルの連載を開始
- 2006年 - オンラインショップがオープン

## 日本のブランド運営管理会社
- 株式会社ノースショア - 大阪市西区